# Scinax lindsayi
Scinax lindsayi és una espècie de granota que es troba al Brasil, Colòmbia i, possiblement també, a Veneçuela.